# Wilhelm Friedrich August von Leyßer

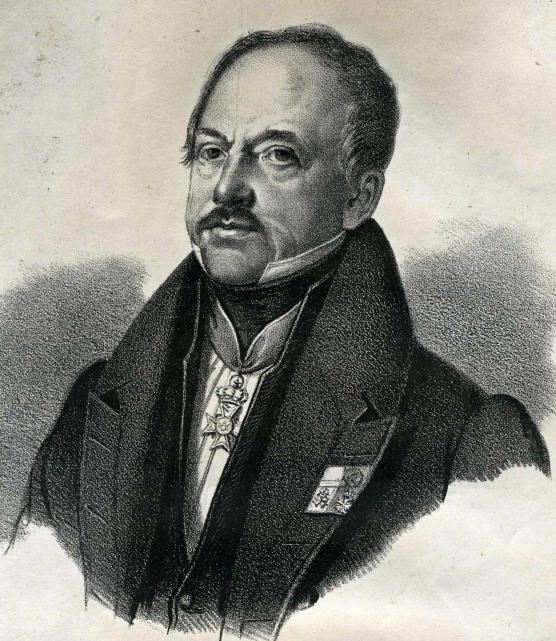
Wilhelm Friedrich August von Leyßer (1771–1842)

Wilhelm Friedrich August von Leyßer (* 17. Juli 1771 in Holzminden; † 21. Dezember 1842 in Dresden) war ein deutscher Politiker, Rittergutsbesitzer und Generalleutnant. Er war der erste Präsident der II. Kammer des Sächsischen Landtags.

## Herkunft

Rittergut Gersdorf um 1860

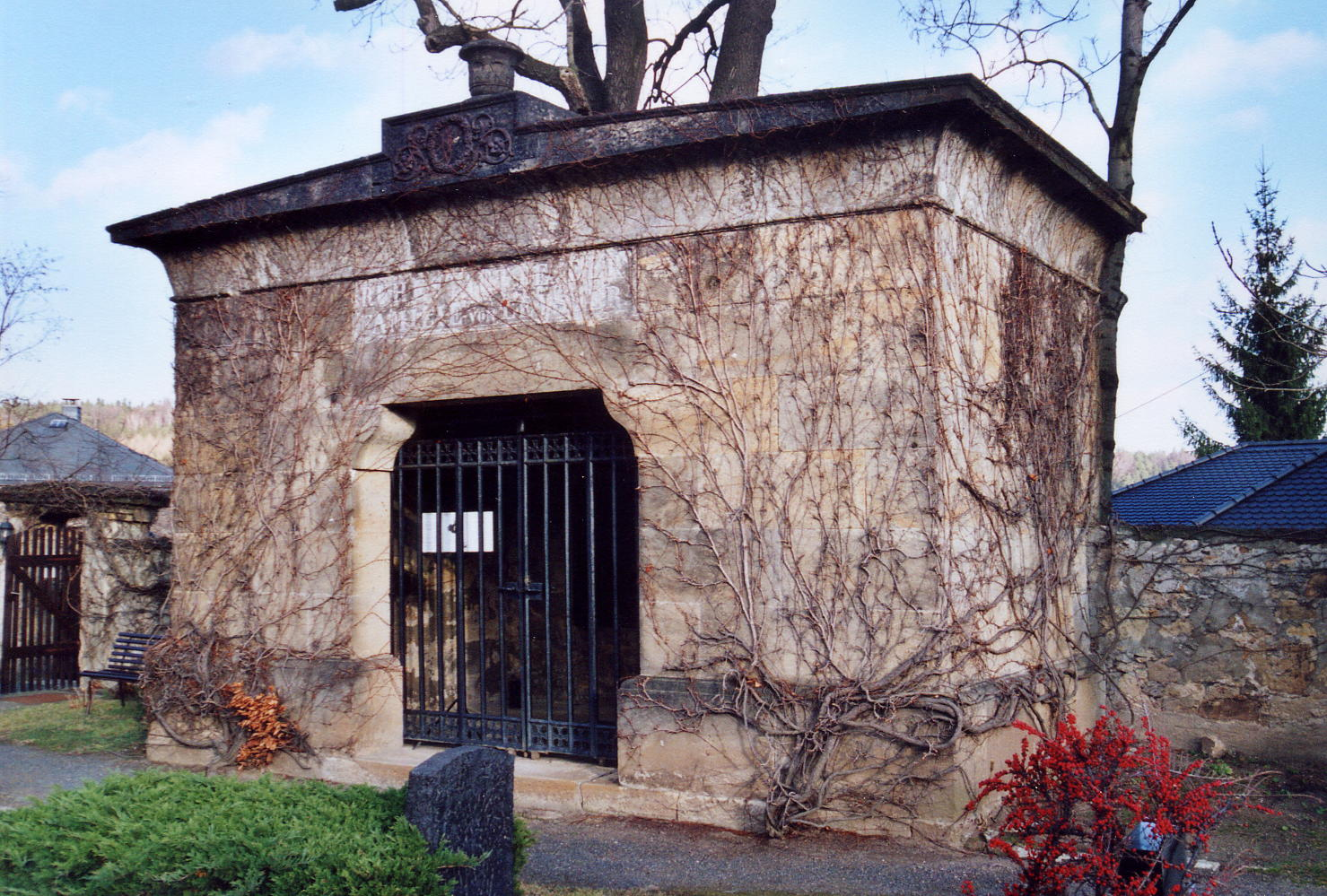
Gruft der Familie Leyßer auf dem Friedhof in Berggießhübel

Seine Eltern waren Georg Ludwig von Leyßer (1736–1773) und dessen Ehefrau Clara Augusta, geborene Leyßer. Sein Vater starb bei einem Jagdunfall. Er wuchs danach in der Sächsischen Schweiz auf dem Rittergut Gersdorf auf. Dessen Besitzer war sein Großvater, der kursächsische Oberkonsistorialrat und Geheime Kriegsrat Johann Gottlieb von Leyßer. Später ging dieser Besitz an seine Mutter über und wurde von Leyßers Stiefvater Carl Gottlob von Ponickau und Pilgram, selbst Besitzer dreier Rittergüter, bewirtschaftet.

## Leben
An den Privatunterricht durch einen Hauslehrer schloss er ab 1787 ein Studium an den Universitäten Wittenberg und Leipzig an. 1789 trat er in den sächsischen Militärdienst ein, zunächst als Unterleutnant bei der Garde du Corps in Dresden. 1795 übernahm er von seiner Mutter das Rittergut Gersdorf. Leyßer war Teilnehmer an den Napoleonischen Kriegen. 1809 diente er dem Kommandeur der sächsischen Truppen, dem Prinzen Ponte Corvo als Ordonnanz. Als Anerkennung für die in der Schlacht bei Wagram bewiesene Tapferkeit erhielt er das Ritterkreuz des Militär-St.-Heinrichs-Ordens und das Kreuz der Ehrenlegion verliehen. Zusätzlich wurde er zum Major ernannt. Nach seiner Rückkehr nach Sachsen wurde er Flügeladjutant von König Friedrich August I., von dem er zum Oberstleutnant und zum Kommandeur des Garderegiments befördert wurde. Als Oberst und Brigadier führte er diesen Truppenteil 1812 während des Russlandfeldzugs an. Dabei wurde er in der Schlacht von Borodino schwer verwundet und gefangen genommen. 1814 konnte er nach Sachsen zurückkehren, wo er alsbald das Kommando eines Husarenregiments und später das einer Kavalleriebrigade übernahm. Das von seinem unverheiratet verstorbenen Onkel Friedrich Wilhelm von Leiser 1784 ererbte Schloss Nudersdorf verkaufte er 1815 an den preußischen Oberforstmeister Alexander Ferdinand von Erdmannsdorf. Während dieser Zeit war er 1815/16 im elsässischen Colmar stationiert und stieg zum Generalmajor auf. Nach seiner Rückkehr in die sächsische Heimat beabsichtigte er 1817 den Abschied aus dem Militärdienst, wurde jedoch à la suite gestellt, so dass er weiterhin im Dienst des Königs stand. Er zog sich auf seinen Landsitz in der Sächsischen Schweiz zurück und widmete sich dort der ausgedehnten Landwirtschaft.
1820 nahm er im Gremium der Allgemeinen Ritterschaft an der Sächsischen Ständeversammlung teil, wo er sogleich zum Direktor des Kollegiums gewählt wurde. Auf dem nächsten Landtag wurde er 1824 Mitglied im Weiteren Ausschuss der Ritterschaft. 1829 erhielt er die Beförderung zum Generalleutnant. Auf den letzten beiden Versammlungen der sächsischen Landstände war er 1830 und 1831 an der Ausarbeitung der ersten Verfassung des Königreichs Sachsen beteiligt. Anlässlich seines 50-jährigen Dienstjubiläums wurde Leyßer am 25. Februar 1832 in Anerkennung seiner in den Feldzügen von 1806 und insbesondere 1809 an der Moskwa bewiesenen Tapferkeit mit dem Kommandeurkreuz II. Klasse des Militär-St.-Heinrichs-Ordens beliehen. Im gleichen Jahr nahm er seinen Abschied aus der Armee verabschiedet.
Als Vertreter des „Bauernstands“ wurde er 1833 in die II. Kammer des ersten konstitutionellen Landtags gewählt und übernahm das Amt des Kammerpräsidenten. In der Geschichte des sächsischen Parlamentarismus ist er einer der wenigen Adligen, der seine Delegierung in die II. Landtagskammer nicht von den Rittergutsbesitzern erhalten hat. Nach dem ersten Landtag zog er sich aus der Politik zurück. Er starb 1842 in Dresden und wurde in Berggießhübel bestattet, wo er 1822 den Badebetrieb neu belebt hatte.

## Familie
Leyßer heiratete im Jahr 1795 Caroline Cunigunde Antonie, geb. Gräfin von Poetting und Persing (1772–1838). Das Paar adoptierte Camilla von Brandenstein zu Wüstenstein (1806–1892), die den Freiherren Hermann von Friesen (* 27. Februar 1802) heiratete.
Deren zweiter Sohn Johannes Karl Stephan (* 30. Juni 1832) erhielt durch Legat von seinem Großvater den Fideicommiß und das Majoratsgut Friedrichsthal bei Berggießhübel, ferner nahm er in Folge dieses Legats und nach Bestätigung königlicher Bestätigung am 19. Mai 1843 zu seinem Familien Namen das Prädicat Leyßer an.